# ایزاک فنتون
ایزاک فنتون (انگلیسی: Isaac Fenton; ۳۰ اوت ۱۹۱۰ – ۱۹۹۷ (۸۶−۸۷ سال)) بازیکن فوتبال بود.
از باشگاه‌هایی که در آن بازی کرده‌است می‌توان به باشگاه فوتبال هارتل پول یونایتد اشاره کرد.